# L'important c'est d'aimer
L'important c'est d'aimer is een Frans-Duits-Italiaanse film van Andrzej Żuławski die werd uitgebracht in 1975. 
Het scenario is gebaseerd op de roman La Nuit américaine (1972) van Christopher Frank.

## Verhaal
Nadine is een mislukte actrice die zich verplicht ziet te spelen in ondermaatse morsige softpornofilms om in haar levensonderhoud en dat van haar man Jacques te voorzien. Ze is bezig met opnames onder regie van een tirannieke schreeuwende filmregisseur wanneer ze opgemerkt wordt door Servais Mont, een freelance fotograaf op zoek naar sensationele foto's. Servais heeft zich dankzij een gulle fooi binnen gewerkt op de filmset. Hij ziet hoe moeilijk Nadine het heeft om 'je t'aime' te zeggen tegen een man die bebloed op de grond ligt. Hij vangt Nadine's aangrijpende blik en haar betraande ogen op, eerst met, en dan op haar aanvraag, zonder camera. 
Servais valt onmiddellijk voor Nadine en gaat haar de volgende dag bij haar thuis opzoeken voor een fotoshoot. De aantrekkingskracht is wederzijds. Nadine is echter ook zeer gehecht aan Jacques, haar eigenaardige, grappige maar kwetsbare en wereldvreemde man. 
Nadine en Servais ontmoeten elkaar opnieuw. Servais wil Nadine de hoofdrol bezorgen in een prestigieus toneelstuk dat hij zelf financiert met geld dat hij heeft geleend van een afperser, een van zijn louche werkgevers. Nadine weet niet waarom noch van wie zij die rol heeft gekregen.    

## Rolverdeling
| Acteur                | Personage                 |
| --------------------- | ------------------------- |
| Romy Schneider        | Nadine Chevalier          |
| Fabio Testi           | Servais Mont              |
| Jacques Dutronc       | Jacques Chevalier         |
| Claude Dauphin        | Mazelli                   |
| Roger Blin            | de vader van Servais      |
| Gabrielle Doulcet     | mevrouw Mazelli           |
| Michel Robin          | Raymond Lapade            |
| Guy Mairesse          | Laurent Messala           |
| Katia Tchenko         | Myriam, de hoer           |
| Nicoletta Machiavelli | Luce, de vrouw van Lapade |
| Klaus Kinski          | Karl-Heinz Zimmer         |
| Jacques Boudet        | Robert Beninge            |